# Jekatierina Smirnowa (wieloboistka)
Jekatierina Wasiliewna Smirnowa (ros. Екатерина Васильевна Смирнова, ur. 22 października 1956  w Rybińsku) – radziecka lekkoatletka, wieloboistka.
Zajęła 6. miejsce w pięcioboju na mistrzostwach Europy juniorów w 1973 w Duisburgu. Zdobyła brązowy medal w pięcioboju na uniwersjadzie w 1977 w Sofii. Na mistrzostwach Europy w 1978 w Pradze zajęła w tej konkurencji 5. miejsce.
Zwyciężyła w pięcioboju na uniwersjadzie w 1979 w Meksyku oraz w siedmioboju (który zastąpił pięciobój) na uniwersjadzie w 1983 w Edmonton. Zajęła 6. miejsce w siedmioboju na mistrzostwach świata w 1983 w Helsinkach.
Odnosiła wiele sukcesów w Pucharze Europy w wielobojach. Była członkinią drużyny radzieckiej, która zwyciężyła w pięcioboju w 1977 w Lille oraz zajęła 2. miejsce w 1975 w Bydgoszczy i 1979 w Dreźnie, a także zajęła 2. miejsce w siedmioboju w 1983 w Sofii. Indywidualnie zwyciężyła w 1979 i zajęła 2. miejsce w 1983.
Była mistrzynią Związku Radzieckiego w pięcioboju w 1977 i 1979, wicemistrzynią w 1978 w pięcioboju i w 1983 w siedmioboju oraz brązową medalistką w siedmioboju w 1980 i 1985, a także halową mistrzynią pięcioboju w 1977, 1979 i 1980.
Rekordy życiowe Smirnowej:
- pięciobój – 4834 pkt (1979)[1]
- siedmiobój – 6536 (6493 wg tabel z 1985) pkt (19 czerwca 1983, Moskwa)[9][10][11]
- bieg na 100 metrów przez płotki – 13,18 s (8 września 1979, Meksyk)
- skok wzwyż – 1,86 m (2 lipca 1977, Ryga)
- skok w dal – 6,78 m (12 sierpnia 1979, Québec)[11]